# Jairo Camargo
Jairo Camargo Fajardo (Barrancabermeja, Santander, 10 de febrero de 1954) es un actor y director de televisión, cine y teatro colombiano. Con una prolífica carrera que abarca varias décadas, ha consolidado su lugar como uno de los intérpretes más importantes en la historia del país. Reconocido por su versatilidad y profundidad en la construcción de personajes, Camargo ha dejado una huella imborrable en la cultura colombiana, tanto en el ámbito escénico como en el audiovisual, convirtiéndose en un referente para las nuevas generaciones de artistas.

## Biografía
Estuvo en el seminario, donde estaba preparándose para ser sacerdote. Sin embargo, pronto descubrió que la vida sacerdotal no era lo suyo, se retiró y decidió radicarse en Barrancabermeja.
Su carrera en el teatro comenzó en el Colegio Diego Hernández de Gallegos, en Barrancabermeja. Allí también con un grupo de amigos formaron varios grupos de teatro bajo la dirección del dramaturgo manizalita Hugo Naranjo, con quien lograron montar La calle sin puertas, obra que jamás fue presentada en público. Su primer personaje fue el de un árbol, en la puesta en escena Cita en el parque, de Marcel Marceau.
Posteriormente, estudió en la Escuela Nacional de Arte Dramático, en Bogotá y luego fue aceptado en el Teatro Popular de Bogotá (1977).
Su primer papel en televisión lo desarrolló en la telenovela Kundry (1979), protagonizada por Amparo Grisales y Sergio Cabrera, bajo la dirección de Jaime Botero. Posteriormente inició una carrera que lo ha llevado a recibir premios como los Premios India Catalina y el Premio ACCA (Asociación de Críticos y Comentaristas de Arte, Miami, U.S.A.). Su primer rol protagónico fue en la telenovela La pantera (1992).

## Filmografía

### Televisión
- Darío Gómez: el rey del despecho (2024) — Gabriel Jaime[1]
- Cien años de soledad (2024) — Apolinar Moscote[2]
- Devuélveme la vida (2024) — Alfredo Azcárate Valencia[3]
- El grito de las mariposas (2023) — Don Enrique Mirabal[4]
- Viejitos en fuga (2023)[5] — Ramón Ortiz
- Noticia de un secuestro (2022) — Padre García Herreros[6]
- Juanpis González: la serie (2022) — Luis Carlos Pombo[7]
- El Cartel de los Sapos: el origen (2021) — Uriel Garrido
- La reina de Indias y el conquistador (2020) — Padre Sancho Frías
- El juicio del Conde (2020)
- Con Olor a Azucena (2019) — Samuel
- Historia de un crimen: Colmenares (2019) — Fiscal Sarmiento
- La ley del corazón (2018-2019) — Ramón Duperly
- El buen verdugo (2018) — Terapeuta
- Hermanos y hermanas (2017) — Saúl Matiz
- No olvidarás mi nombre (2017) — Leonardo Zapata
- El Comandante (2017) — Presidente Carlos Andrés Pérez
- Todo es prestao (2016) — Padre Alfonso Cotez
- Las hermanitas Calle (2015) — Alirio Gómez
- La tusa (2015) — Eugenio
- Esmeraldas (2015) — Ricardo Guerrero
- Palabra de ladrón (2014) — Carlos Miranda
- Dr. Mata (2014) — Alfredo Ferro Villegas
- Rafael Orozco, el ídolo (2012) — Dr. Duque
- El Joe, la leyenda (2011) — González
- Primera dama (2011) — Adolfo Fernández
- Kdabra (2011) — Vinay
- A mano limpia (2010) — Argemiro Arenas
- Chepe Fortuna (2010)
- El encantador (2009)
- Verano en Venecia (2009) — Vicente Perico
- Aquí no hay quien viva (2008) -- Antonio Benavides
- Tiempo final (2008) — Salvador / Solorza
- Mujeres asesinas (2008) — "Oswaldo, la de los peces"
- Amas de casa desesperadas (2007) — Cristóbal Quiñones Papa de Lucia
- En los tacones de Eva (2006) — Ricardo
- Los Reyes (2005) — Dr. Simón Rodríguez
- La saga, negocio de familia (2004) — Tito Manrique
- Como Pedro por su casa (2003) — Alirio Alberto Perafán Rocha de Francisco
- El auténtico Rodrigo Leal (2003) — Aníbal López
- Pedro el escamoso (2001) — Alirio Alberto Perafán Rocha de Francisco abogado
- Juliana, ¡qué mala eres! (1999) — Angel
- Julius (1999) — José
- Dios se lo pague (1998) — Mario Álvarez / Justo / Miguel Ángel
- La sombra del deseo (1996) — Guillermo
- Leche (1996) — Viejo Fierro
- El hijo de Nadia (1995)
- Candela (1994) — Julian Armenteros
- Momposina (1994)
- La maldición del paraíso (1993) — Marcelo
- Los motivos de Lola (1992)
- La pantera (1992) — Roque Delgado
- Escalona (1992) — Pipe Socarrás
- El hombre de la flor (1991)
- Herencia maldita (1990)
- Mamá probeta (1990)
- Calamar (1989) — Ramón el Esqueleto
- Garzas al amanecer (1989)
- Las Ibáñez (1989) — Rafael Caro
- Flor de invierno (1988)
- Vampiromanía (1988)
- Mi alma se la dejo al diablo (1987)
- Mi sangre aunque plebeya (1987)
- Suspenso 7:30 (1986)
- Don Chinche (1985) — Olinto Mantilla
- Los impostores (1985)
- Tremenda pareja (1984)
- La mala hierba (1982)
- Revivamos nuestra historia (1979)
- Kundry (1979)

### Cine
- Asalto al mayor[8] (2024)
- Los fierros (2019) — Jerónimo
- Kept (2017) — Vicente
- El lamento (2016) — Lorenzo
- Magallanes (2016)
- La semilla del silencio (2015) — Fiscal Obando
- Antes del fuego (2015)
- Gordo, calvo y bajito (2011) — Bernardo
- Infraganti (2009)
- El cielo (2009) — Poet Raúl
- 2600 metros (cortometraje) (2005)
- El trato (2005)
- La esquina (2004) — Adolfo Martínez
- Perder es cuestión de método (2004) — Engineer Vargas Vicuña
- El maestro (cortometraje) (2004)
- Como el gato y el ratón (2003) — Cayetano Brochero
- Bolívar soy yo! (2002) — Presidente de Colombia
- Siniestro (2001) — Vinicio Santos
- La puerta falsa (cortometraje) (2001)
- La deuda (1997)
- Edipo alcalde (1996) — Creonte
- La estrategia del caracol (1993)
- Aroma de muerte (1985)
- El camino de los búhos (mediometraje) (1985)
- Ajuste de cuentas
- Mi Alma se la dejo al Diablo (1987)

## Premios y nominaciones

### Premios India Catalina
| Año  | Categoría                                     | Producción                | Resultado |
| ---- | --------------------------------------------- | ------------------------- | --------- |
| 2020 | Mejor actor protagónico de telenovela o serie | Con olor a Azucena        | Nominado  |
| 2018 | Mejor actor antagónico de telenovela o serie  | No olvidarás mi nombre    | Nominado  |
| 2018 | A toda una vida                               | A toda una vida           | Ganador   |
| 2007 | Mejor actor de reparto de telenovela o serie  | En los tacones de Eva     | Nominado  |
| 2004 | Mejor actor de reparto de telenovela o serie  | El auténtico Rodrigo Leal | Nominado  |
| 1992 | Mejor actor                                   | Escalona                  | Ganador   |

### Premios TVyNovelas
| Año  | Categoría                             | Telenovela o serie       | Resultado |
| ---- | ------------------------------------- | ------------------------ | --------- |
| 2002 | Mejor actor de reparto                | Pedro el escamoso        | Nominado  |
| 2000 | Mejor Actor del Siglo                 | Mejor Actor del Siglo    | Nominado  |
| 1999 | Mejor actor protagónico de telenovela | Dios se lo pague         | Ganador   |
| 1994 | Mejor actor de reparto                | La maldición del paraíso | Nominado  |

### Otros premios obtenidos
- ACCA: Asociación de Críticos y Comentaristas de Arte de Miami(USA): Mejor Actor de Reparto Escalona
- Orquídea (USA): Especial por Pedro el escamoso
- Caracol: Mejor Actor de Reparto Pedro el escamoso
- Placa Sweet: Mejor Actor villano El auténtico Rodrigo Leal
- Nogal de Oro Actor Contemporáneo
- Gloria de la TV
- Placa Caracol